# Eusphaeropeltis scheuerni
Eusphaeropeltis scheuerni är en skalbaggsart som beskrevs av Renaud Maurice Adrien Paulian 1982. Eusphaeropeltis scheuerni ingår i släktet Eusphaeropeltis och familjen Hybosoridae. Inga underarter finns listade i Catalogue of Life.